# روبن غرين
روبن غرين (بالإنجليزية: Robin Green)‏ هي كاتبة سيناريو ومنتجة تلفزيونية أمريكية، (ولدت في رود آيلاند في الولايات المتحدة القرن 20  م).

## وصلات خارجية
- روبن غرين على موقع IMDb (الإنجليزية)
- روبن غرين على موقع قاعدة بيانات الفيلم (الإنجليزية)